# Museo de Ciencias Naturales de Barcelona
El Museo de Ciencias Naturales de Barcelona (en catalán: Museu de Ciències Naturals de Barcelona) es el principal museo de ciencias naturales de la ciudad de Barcelona. Fue fundado en 1882 con la construcción e inauguración del Museo Martorell, aunque desde 2011 está constituido por cinco sedes repartidas en diferentes áreas urbanas de la ciudad: el Museo Martorell y el castillo de los Tres Dragones (ambos en el parque de la Ciudadela), los dos principales jardines botánicos de Barcelona (ambos en la montaña de Montjuic), y el Edificio Fórum (en el parque del Fórum).

## Historia
El museo fue inaugurado en 1882 para albergar el legado y mecenazgo de un agente de cambio barcelonés, Francesc Martorell Peña (1822-1878), quien había cedido con tal propósito a la ciudad de Barcelona sus colecciones personales de arqueología e historia natural. Primeramente, cuando fue creado en 1882, el museo se llamó «Museo Martorell de Arqueología y Ciencias Naturales» pero muy pronto las colecciones de arqueología, botánica y zoología fueron transferidas a otros lugares y el edificio pasó a llamarse «Museo Martorell de Geología» aunque también se le conoció como «Museo Martorell» y como «Museo de Geología de Barcelona». Este edificio, ya hoy en día referido simplemente como el Museo Martorell, fue la primera sede del Museo de Ciencias Naturales de Barcelona además de ser el primer edificio de la ciudad de Barcelona en haber sido concebido y construido con el propósito de ser utilizado como museo. Otro edificio muy cercano, localizado también en el parque de la Ciudadela, el Castillo de los Tres Dragones, construido en 1888 para la Exposición Universal de Barcelona, fue asignado al Museo de Ciencias Naturales de Barcelona en 1917. A los pocos años, las colecciones de zoología del Museo de Ciencias Naturales de Barcelona fueron transferidas al Castillo de los Tres Dragones, donde en 1920 fue inaugurado el Museo de Zoología de Barcelona. Desde 1920 hasta 2010, el Museo de Ciencias Naturales de Barcelona contó pues con estos dos museos en el Parque de la Ciudadela, el de geología y el de zoología, permitiendo de este modo que el público tuviese acceso a las colecciones de geología, paleontología y zoología. Los dos edificios están cerrados desde 2010, pero siguen perteneciendo al Museo de Ciencias Naturales. 
Mientras tanto, los dos principales jardines botánicos de la ciudad, el Jardín Botánico Histórico de Barcelona (fundado en 1930) y el Jardín Botánico de Barcelona (fundado en 1999), se unieron al Museo de Ciencias Naturales en 2008. En 2010, el Edificio Fórum también fue asignado al Museo. Está destinado a mostrar al público la principal exposición permanente del Museo, la cual abrió sus puertas al público en marzo de 2011. A este nuevo espacio de exposición localizado en el Edificio Fórum se le llamó primero l'espai Blau (el Espacio Azul) aunque al inaugurarse, en marzo de 2011, abrió sus puertas con el nombre de el Museu Blau (el Museo Azul). En 2015 la sede científica del Museo se trasladó al Edificio Fórum y en diciembre de 2017, los espacios de exposición del Edificio Fórum dejaron de llamarse Museu Blau para adoptar sencillamente el nombre de la institución en su conjunto: «Museo de Ciencias Naturales de Barcelona».

## El museo en la actualidad
En 2011, la mencionada fusión de organismos alcanzó un número total de cinco espacios diferentes, todos ellos considerados por el Museo como sedes oficiales:
- El Museo Martorell, fundado en 1882, reducido a un museo de geología durante la mayor parte de su historia, y cerrado al público desde 2010.
- El Laboratori de Natura ('Laboratorio de Naturaleza'), en el Castillo de los Tres Dragones, edificio que de 1920 a 2010 había alojado el Museo de Zoología de Barcelona, también cerrado al público desde 2010.
- El Jardín Botánico Histórico de Barcelona (situado en Montjuic, fundado en 1930, se unió al Museo de Ciencias Naturales en 2008).
- El Jardín Botánico de Barcelona (también situado en Montjuic, fundado en 1999, y que también se unió al Museo de Ciencias Naturales en 2008).
- El Edificio Fórum, desde 2011 sede educativa y principal espacio de exposición permanente (la exposición «Planeta Vida»), pero contando también con espacios de exposición temporal.